# Madraça

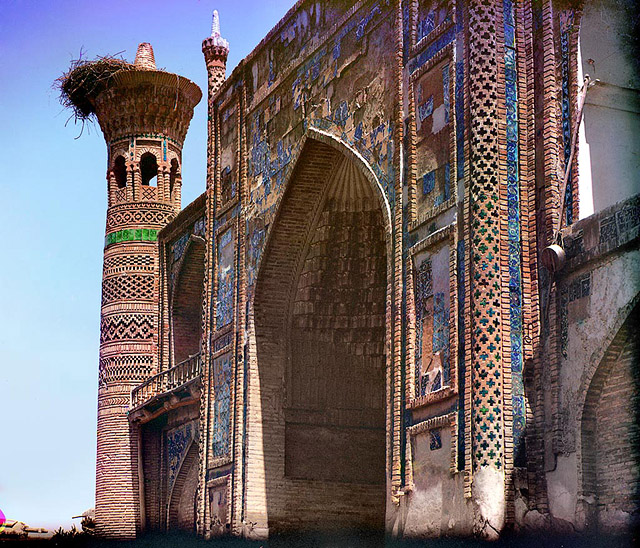
Madraçal de Ulugue Begue em Samarcanda, c. 1910

Um madraçal ou uma madraça (em árabe: مدرسة; romaniz.: madrasah; em francês: médersa) é uma escola muçulmana ou uma casa de estudos islâmicos.
A palavra deriva do árabe madrasah, por vezes transliterada como madrassa ou madrasa, palavra que em árabe originalmente designava qualquer tipo de escola, secular ou religiosa (de qualquer religião), pública ou privada. Em línguas ocidentais como o inglês, o espanhol e o português, porém, é comum ser o vocábulo atualmente utilizado para se referir apenas às escolas religiosas islâmicas, também denominadas escolas corânicas.
Nessa acepção, um madraçal típico normalmente oferece duas possibilidades de estudo: hâfiz (memorização do Alcorão) e âlim (que proporciona o reconhecimento de pessoa erudita pela comunidade). No mundo islâmico influenciado pelos persas, pode ser encontrada junto à madraça uma Khanqah ou tekke.
A base curricular habitual de uma madraça inclui cursos de língua árabe e o ensino da xaria (o Direito islâmico), tafsir (interpretação do Alcorão),  hadith (narrações do profeta Maomé), mantiq (lógica) e história do Islão.